# Orinoma sorata
Orinoma sorata är en fjärilsart som beskrevs av Osbert Salvin 1868. Orinoma sorata ingår i släktet Orinoma och familjen praktfjärilar. Inga underarter finns listade i Catalogue of Life.